# Горенський регіон
Горенський регіон (словен. Gorenjska regija) — статистичний регіон у північно-західній Словенії уздовж кордону з Австрією.

## Общини
До складу регіону входять такі общини:
Блед, Бохінь, Церклє-на-Горенськем, Гореня вас-Поляне, Горє, Єсеніце, Єзерсько, Крань, Кранська Гора, Накло, Преддвор, Радовлиця, Шенчур, Шкофя Лока, Тржич, Железнікі, Жири, Жировниця.

## Демографія
Населення: 198 342.

## Економіка
Структура зайнятості: 49,3 % послуги, 47,6 % промисловість, 3,1 % сільське господарство.

## Туризм
Це другий (21,6 %) з найпопулярніших туристичних напрямів серед усіх регіонів, туристи з: Німеччини — 24,0 %, Словенії — 23,6 %, Італії — 11,6 %, Великої Британії — 8,0 %, Хорватії — 6,2 %, Австрії — 5,2 %, інших країн — 44,9 %.

## Транспорт
Довжина автомобільних доріг: 52 км, довжина інших доріг: 1606 км; також є залізниці. Головний міжнародний аеропорт Словенії в Любляні також в цьому регіоні.